# Дабижив Спандуљ
Дабижив Спандуљ или Дабижив Станко (фл. 1375–76) је био српски племић са титулом кефалије који је управљао областим дуж реке Струмице, служећи браћи Дејановић. Помиње се у документу из 1375–1376. у вези са појашњењем граница неког хиландарског метохија у Струмичком пољу. Помињао се поред епископа струмичког Данила, бањског епископа Григорија и челника Теријана.